# Eva Boštjančič
Eva Boštjančič, slovenska psihologinja, * 29. november 1972, Ljubljana.
Deluje kot redna profesorica za psihologijo dela in organizacije na Oddelku za psihologijo na Filozofski fakulteti Univerze v Ljubljani.
Pri raziskovalnem delu se je usmerila na področje čustvene inteligentnosti v poslovnem svetu, nezavednih motivov in vedenja vodij, njihovega vpliva na zaposlene, na proučevanje vlog zaposlenih žensk ter raziskovanje pripadnosti študentov fakulteti. Zadnje čase se veliko ukvarja s proučevanjem stresa, izgorelosti in pozitivne psihologije v organizacijah.

## Življenjepis
Po zaključenem šolanju na Srednji pedagoški šoli je nadaljevala študij na ljubljanski Filozofski fakulteti Univerze v Ljubljani. Diplomsko nalogo z naslovom Kakšen je dober jumbo plakat, je zagovarjala junija 1996 pod mentorstvom Janeka Muska. Po diplomi se je kot svetovalka za področje kadrov usmerila k raziskovanju procesa vodenja in čustvene inteligentnosti.
Po letu prakse se je odločila za nadaljevanje študija na podiplomski stopnji, ki jo je zaključila februarja 2002 z zagovorom magistrskega dela Osebnostne značilnosti uspešnih managerjev, pod mentorstvom Edvarda Konrada. Leta 2008 je postala doktorica znanosti z dizertacijo Vpliv vedenja in motivov vodje na pripadnost, delovno učinkovitost, motivacijo in zadovoljstvo zaposlenih. Leta 2003 je pridobila naziv asistentke za predmet Psihologija dela in organizacije na ljubljanski Filozofski fakulteti in od februarja 2004 je vodila vaje pri tem predmetu. V zadnjem času skrbi tudi za koordinacijo obvezne študijske prakse na oddelku. Poleg zaposlitve na Filozofski fakulteti je delovala tudi kot svetovalka na področju kadrovskega svetovanja, ki vključuje direktno iskanje in selekcijo vodilnih in visoko strokovnih kadrov, izvajanje analiz delovnega zadovoljstva, psihološko svetovanje managerjem, merjenje organizacijske klime in kulture, uvajanje letnih pogovorov, učinkovito vodenje kadrovske funkcije v podjetju, pomoč pri konfliktnih/kriznih situacijah in svetovanje s področja razvoja kadrov. Zaposlena je na Filozofski fakulteti Univerze v Ljubljani s polnim delovnim časom kot redna profesorica za psihologijo dela in organizacije. 
Njen bivši soprog je Klemen Boštjančič, ekonomist in politik.

## Pedagoško delo
Leta 2003 je pridobila naziv asistentke za psihologijo dela na ljubljanski Filozofski fakulteti in od februarja 2004 vodi vaje iz tega predmeta. Leta 2007 in 2010 je bila ponovno izvoljena za to funkcijo. Jeseni 2011 je bila izvoljena v naziv docentke za področje psihologije dela. Kot predavateljica poučuje predmete Kadrovska psihologija in Organizacijska psihologija, poleg tega še vodi seminar pri predmetu Psihologija dela.

## Raziskovalno delo
- 2000 Čustvena inteligentnost v poslovnem svetu
- 2003 Evropske zveze za kadrovski management (EAPM): Potovanje skozi tehnološko obdobje - skozi prizmo kadrovske strategije
- 2003 Vpliv motivov vodje in njegovega vedenja na pripadnost, delovno učinkovitost, motivacijo in zadovoljstvo zaposlenih
- 2005–07 Nezavedni motivi in vrednote slovenskih direktorjev
- 2008 Sodobna ženska - njene vloge, življenjska usmerjenost, zadovoljstvo, vrednote, spoprijemnanje s stresom
- 2010–12 Izboljševanje delovnega okolja z inovativnimi rešitvami (INODEL)

## Članstva v strokovnih združenjih
- Društvo psihologov Slovenije (DPS)
- Slovenska kadrovska zveza (SKZ)
- European Association of Work and Organisational Psychology (EAWOP)

## Nagrade in priznanja
- Priznanje prometej znanosti za obdobje od leta 2015 do 2017.[1]

## Zasebno
Njen bivši partner (do leta 2025) je slovenski gospodarstvenik in politik Klemen Boštjančič.